# Юрчук Омелян Михайлович
Омелян Михайлович Юрчу́к (нар. 7 листопада 1939, Заставна — 1 лютого 2020) — український архітектор, член-кореспондент Української академії архітектури.

## Біографія
Народився 7 листопада 1939 року в місті Заставній (тепер Чернівецька область). 1967 року з відзнакою закінчив Львівський політехнічний інститут. До 1969 року працював у Львівському політехнічному інституті архітектором у проєктному підрозділі і викладачем кафедри архітектури. З 1977 року — архітектор у філії Укрміськбудпроекту і головний архітектор Бердянська, з 1977 по 1992 рік — головний архітектор Рівненській області, з 1994 по 2005 рік — завідувач кафедри архітектури Національного університету водного господарства та природокористування. У 2000 році відкрив напрям «Архітектура» і спеціальність «Архітектура будівель і споруд». З 2005 року — професор кафедри архітектури.
Помер 1 лютого 2020 року.

## Роботи
- універсальний концертний зал на 1200 і 700 місць (Бердянськ, 1972);
- міський Палац культури (Бердянськ, 1973);
- універмаг (Бердянськ, 1973);
- пам'ятник О. С. Пушкіну (скульптор Г. Нерода; Бердянськ, 1973);
- пам'ятник лейтенанту П. П. Шмідту (скульптор Владлен Дубинін; Бердянськ, 1974);
- проєкт детального планування курортного району на Азовському морі, (1974);
- проєкт планування Бердянської коси (1975);
- палац одруження (Бердянськ, 1976);
- комплекс гуртожитків Ветеринарного інститутту (Львів, 1976);
- концепція «Місто-сад» (Рівне, 1979);
- реконструкції концертного залу органної i камерної музики (Рівне, 1983);
- проєкт планування і озеленення центру Рівного (1983—1990).
- проєкт планування історико-культурного заповідника (Острог, Рівненської області, 1985);
- реконструкція будівель управління Національного банку України (Рівне, 1996);
- проєкт реконструкції будинку відпочинку «Сосновий 6іp» (Жобрин, Рівненський район, 1997);
- проєкт церкви (Набережне, Демидівського району, Рівненської області, 1998);
- резиденція (Надвірна, Івано-Франківська область, 1999);
- бази практик і відпочинку Хрінницького водосховища, Рівненська область і на Шацьких озерах, Волинська область (2001—2002);
- проєкти 5-ти великих суспільних і житлових об'єктів у Хмельницькій та Тернопільській областях (2003—2007).

Bci проєкти реалізовані і більшість отримали нагороди на республіканських конкурсах.
Автор книг:
- Стандарти Канади. «Дрібноштучні станів матеріали». Факсимільне видання. Переклад з англійської, 1995;
- Енергоефективні конструкції стін з каменю бетонного пустотілого у співавторстві з канадським архітектором Я. Шулякевич, 1999;
- Словник архітектурних термінів, 2001;
- Словник архітектурних термінів у 2-х томах, 2012.

## Відзнаки
- Заслужений архітектор УРСР з 1985 року.
- Лауреат Державної премії УРСР в галузі архітектури за 1990 рік;
- орден преподобного Сергія Радонезького II ступеня (РПЦ, 2000)[1];
- 11 премій на республіканських конкурсах (1972—2009)[1].